# Pseudothyridium quentini
Pseudothyridium quentini är en skalbaggsart som beskrevs av Soula 2002. Pseudothyridium quentini ingår i släktet Pseudothyridium och familjen Rutelidae. Inga underarter finns listade i Catalogue of Life.